# Pseudocyclosorus cavaleriei
Pseudocyclosorus cavaleriei är en kärrbräkenväxtart som först beskrevs av Leveille, och fick sitt nu gällande namn av Y. X. Lin. Pseudocyclosorus cavaleriei ingår i släktet Pseudocyclosorus och familjen Thelypteridaceae. Inga underarter finns listade.